# Yiya Murano
María de las Mercedes Bernardina Bolla Aponte de Murano (20 tháng 5 năm 1930 - 26 tháng 4 năm 2014), được biết đến nhiều hơn với cái tên Yiya Murano, là một kẻ giết người và lừa đảo người Argentina. Bị kết án ba vụ giết người, bị giam cầm 16 năm.

## Kẻ sát nhân
Nilda Gamba, một người hàng xóm của Murano đã chết vào ngày 10 tháng 2 năm 1979. Vào ngày 19 tháng 2, bạn của Murano, Leila Chicha Formisano de Ayala, đã chết. Murano nợ tiền của cả hai phụ nữ và cả hai tử thi đều có dấu hiệu ngộ độc xyanua.

## Arrest
Vào ngày 27 tháng 4 năm 1979, cảnh sát đã bắt Murano tại nhà cô ở phố Mexico. Năm 1980, cô được tìm thấy trong tình trạng bất tỉnh tại nhà tù nơi cô đang bị giam giữ; Sau đó, họ đã cắt bỏ một trong những lá phổi của Murano.
Murano bị kết án năm 1985, trong Phiên tòa xét xử Juntas. Cô khăng khăng nói mình vô tội, nói: "Tôi chưa bao giờ mời ai ăn."
Murano được ra tù sau 16 năm. Cô đã gửi cho các thẩm phán đã tuyên án cô ấy một hộp sôcôla như là một dấu hiệu của sự cảm kích.
Murano sống trong một khu nhà dành cho người già ở La Boca. Cô thỉnh thoảng trả lời phỏng vấn.

## Truyền thông
Nhà văn người Argentina Marisa Grinstein đã đưa Murano vào cuốn sách của cô ấy mang tên Soones Asesinas (Kẻ giết phụ nữ). Năm 2006, một tập của loạt phim truyền hình cùng tên Canal 13 có nội dung giải trí về tội ác của Murano. Vào cuối tập phim, Yiya Murano thực sự xuất hiện và tuyên bố mình vô tội, đưa ra bằng chứng
Phần thứ hai của Soones Asesinas, bộ phim chuyển thể từ Mexico, đã xuất hiện một tập phim dựa trên Murano có tựa đề là Tita Garza, Swindler, một ngôi sao của Patricia Reyes Spindola.